# Tromikosoma uranus
Tromikosoma uranus is een zee-egel uit de familie Echinothuriidae.
De wetenschappelijke naam van de soort werd in 1877 gepubliceerd door Charles Wyville Thomson.